# Akalissos
Akalissos, altgriechisch Ἀκαλισσός Hakalissós (f. sg.), war eine antike Stadt in der kleinasiatischen Landschaft Lykien in der heutigen Türkei.
Die Stadt wird nur in wenigen literarischen Quellen erwähnt. Nach Ausweis der Inschriften gehörte Akalissos zum lykischen Bund und war der führende Ort einer Sympolitie, der unter anderem Idebessos und Kormi angehörten. Nach der Regierungszeit des Kaisers Commodus nannte sich die Stadt Neokoros, wenngleich nicht zu klären ist, von welcher Gottheit Akalissos Tempelwächter war. Dieser Umstand ist für eine eher mittelgroße Stadt in Lykien ungewöhnlich, wo nur Patara als zweifacher Neokoros begegnet.
Im 3. Jahrhundert n. Chr. unter Gordian III. prägte die Stadt eigene Münzen. In byzantinischer Zeit war Akalissos Sitz eines Bischofs; auf das Bistum geht das Titularbistum Acalissus der römisch-katholischen Kirche zurück.
Es sind nur wenige Ruinen der Stadt erhalten, die im schwer zugänglichen Bergland nördlich des heutigen Kumluca liegen. Es gibt einige Sarkophage und Felsengräber.